# Гидротриоксиды

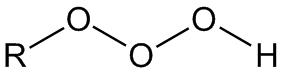
Гидротриоксиды

Органические гидротриоксиды — органические соединения, представляющие собой производное триоксида водорода H-O-O-O-H, в котором один из атомов водорода замещён на углеводородный радикал. Существуют также элементорганические гидротриоксиды, например, R3SiOOOH.

## Строение
Строение молекул гидротриоксидов определено при помощи квантово-химических расчётов. Было установлено:
- Межатомные расстояния O-O в гидропероксидах и пероксидах примерно равны
- Двугранный (торсионный) угол φ составляет 75-80°
- Валентные углы H-O-O и C-O-O в гидротриоксидах больше аналогичных углов в соответствующих гидропероксидах. Так, угол O-O-O составляет 104—107°.

Благодаря наличию в молекулах гидротриоксидов O-H группы и её способности образовывать водородную связь, гидротриоксиды могут образовывать внутри- и межмолекулярные ассоциаты:
Наличие подобных ассоциатов оказывает заметное влияние на механизм реакций с участием гидротриоксидов.

## Способы получения
Способы получения гидротриоксидов довольно просты и не требуют сложного аппаратурного оформления и жёстких условий реакции. Гидротриоксиды можно получить взаимодействием озона с органическими соединениями со вторичными или третичными атомами углерода (кумол, декалин, адамантан, трифенилфосфин и др.), либо соединениями, у которых есть связь C-H, активированная гетероатомом у соседнего атома углерода (спирты, простые эфиры, альдегиды, кетоны, диоксоланы, ацетали и др.).
- Реакция с озоном в массе реагента

При этом способе получения охлаждённая озон-кислородная смесь пропускается через реагент при низкой (-70÷-80 °C) температуре. Таким способом можно получить, например, гидротриоксиды этанола, диэтилового эфира, ацеталей и др.
- Реакция с озоном реагента, адсорбированного на поверхности силикагеля (озон на силикагеле).

Реагент (углеводород, алкилсиланы) адсорбируется на поверхности силикагеля, через который при низкой температуре пропускается озон-кислородная смесь, после чего образовавшийся гидротриоксид смывается с поверхности силикагеля растворителем. Преимущество силикагеля заключается в том, что его высокополярная поверхность способна стабилизировать образовавшийся гидротриоксид. При синтезе гидротриоксидов следует избегать их контакта с примесями переходных металлов и их солей как катализаторов разложения пероксидных соединений.
Концентрацию гидротриоксидов измеряют по их реакции с трифенилфосфитом, избыток которого определяют обратным иодометрическим титрованием. Во избежание разложения гидротриоксиды хранят при низких температурах (например, в жидком азоте).

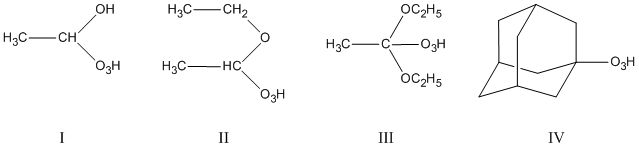
Примеры гидротриоксидов: этанола (I), диэтилового эфира (II), ацеталя (III), адамантана (IV)

## Свойства

### Термический распад гидротриоксидов
Все гидротриоксиды — термически нестабильные вещества. Их распад начинается уже при температурах порядка −30 °C и протекает по радикальному механизму с разрывом связи O-O. Разложение сопровождается выделением синглетного кислорода, что подтверждается как его хемилюминесценцией в ИК-области ~1260 нм, характерным для {\displaystyle {\mathsf {O_{2}(^{1}\Delta _{g})}}}, так и специфическими продуктами реакции синглетного кислорода с непредельными соединениями. Выход синглетного кислорода зависит как от природы гидротриоксида, так и от растворителя: с возрастанием полярности растворителя выход синглетного кислорода увеличивается, с усилением специфической сольватации растворителем — уменьшается.
Распад гидротриоксидов протекает по кинетическому уравнению первого порядка:
{\displaystyle {\mathsf {-{\frac {d[ROOOH]}{dt}}=k_{0}[ROOOH]}}}
При распаде гидротриоксидов наблюдается образование свободных радикалов. Выход радикалов зависит от строения исходного гидротриоксида. Для гидротриоксида кумола Ph(CH3)2COOOH он выше, чем для гидротриоксидов кислородсодержащих соединений, для которых характерно образование внутримолекулярных водородных связей и низкий выход радикалов из клетки растворителя. Общая схема радикальных реакций:
{\displaystyle {\mathsf {ROOOH\rightarrow RO\cdot +HOO\cdot }}}
{\displaystyle {\mathsf {ROOOH\rightarrow ROO\cdot +HO\cdot }}}
Индуцированное разложение гидротриоксидов другими радикалами:
{\displaystyle {\mathsf {ROOOH+X\cdot \rightarrow ROOO\cdot +XH\rightarrow RO\cdot +O_{2}+XH}}}
Кроме хемилюминесценции синглетного кислорода в ИК-области наблюдается также хемилюминесценция и в видимой области спектра, обусловленная образованием возбуждённых карбонильных продуктов (с вовлечением в процесс молекул растворителя SolvH и растворённого кислорода):
{\displaystyle {\mathsf {ROOOH\rightarrow RO\cdot +HOO\cdot }}}
{\displaystyle {\mathsf {RO\cdot +RH\rightarrow R\cdot +ROH}}}
{\displaystyle {\mathsf {RO\cdot +SolvH\rightarrow Solv\cdot +ROH}}}
{\displaystyle {\mathsf {R\cdot +O_{2}\rightarrow ROO\cdot }}}
{\displaystyle {\mathsf {Solv\cdot +O_{2}\rightarrow SolvOO\cdot }}}
{\displaystyle {\mathsf {ROO\cdot (SolvOO\cdot )+ROO\cdot (SolvOO\cdot )\rightarrow R'_{2}CO^{*}+...}}}

### Окислительные свойства
Гидротриоксиды проявляют окислительные свойства. В частности, они окисляют:
- органические сульфиды до сульфоксидов, а сульфоксиды - в сульфоны
- алкены в оксираны
- циклоалкены в диоксетаны
- вторичные амины в нитроксильные радикалы
- третичные амины в N-оксиды
- трифенилфосфины в трифенилфосфиноксиды